# Cento e una notte
Cento e una notte (Les cent et une nuits de Simon Cinéma) è un film del 1995 diretto da Agnès Varda.
È un film creato per omaggiare la storia del cinema in occasione del centenario dalla sua nascita (da lì ne deriva il nome del protagonista, Simon Cinéma, e il "cento" nel titolo). 
Si tratta di un film corale, con un cast ricco di grandi volti dell'epoca (da Robert De Niro a Marcello Mastroianni, da Michel Piccoli a Alain Delon, da Gérard Depardieu a Catherine Deneuve, da Jean-Paul Belmondo a Gina Lollobrigida...) e proprio per questo fu un progetto inconsueto per la carriera della Varda, abituata a film più personali e con cast meno "stellare".
Nel cast è inoltre presente un allora giovanissimo e poco noto Leonardo Di Caprio.

## Trama
Il signor Cinéma è quasi centenario, vive solo nella sua immensa villa e perde la memoria. Egli crede di essere lui il cinema ed assume la giovane e carina specialista Camilla per ravvivare la propria memoria che fa cilecca e per farsi raccontare delle storie di film da lui stesso realizzati. Camilla, allo scopo di aiutare il suo amato Mica a girare il suo primo film, prende in considerazione l'idea di ordire un complotto per impossessarsi dell'eredità del signor Cinéma, il cui pronipote ed unico erede è sparito. I due giovani decidono che Vincenzo, recentemente rientrato dalle Indie, ha il giusto aspetto per essere l'impostore. Il signor Cinéma è felice di aver ritrovato l'ultimo esponente della sua famiglia, ma egli ha più di una freccia al suo arco e nessuna intenzione di morire.